# Midden-Saksisch voetbalkampioenschap 1912/13
In 1912/13 werd het vierde Midden-Saksisch voetbalkampioenschap gespeeld, dat georganiseerd werd door de Midden-Duitse voetbalbond. Döbelner SC 02 werd kampioen en plaatste zich zo voor de Midden-Duitse eindronde. De club verloor in de eerste ronde met 8-5 van Budissa Bautzen. 

## 1. Klasse
| Plaats | Club            | Wed. | W | G | V | Saldo | Ptn.  |
| ------ | --------------- | ---- | - | - | - | ----- | ----- |
| 1.     | Döbelner SC 02  | 6    | 5 | 0 | 1 | 17:05 | 10:02 |
| 2.     | Riesaer SV 03   | 6    | 3 | 0 | 3 | 06:07 | 06:06 |
| 3.     | VfR Freiberg    | 6    | 2 | 0 | 4 | 00:01 | 04:08 |
| 4.     | FC Wettin Riesa | 6    | 0 | 0 | 6 | 03:13 | 00:12 |

- De wedstrijden Wettin Riesa-Riesaer SV en Wettin Riesa-VfR Freiberg werden niet gespeeld en als nederlaag voor beide teams geteld.

|  | Kampioen, geplaatst voor Midden-Duitse eindronde |
|  | Wisselt volgend jaar naar 2. Klasse Ostsachsen   |